# 2017 en football
Cet article présente  les faits marquants de l'année 2017 en football.

## Chronologie mensuelle

### Janvier
- 1er janvier : Finale de la Coupe du Japon 2016 entre les Kashima Antlers et le Kawasaki Frontale. Kashima s'impose 2 buts à 1 après prolongations.
- 10 janvier : Le conseil de la FIFA réuni à Zurich décide à l'unanimité d'adopter le principe d'une Coupe du monde à 48 pays contre 32 actuellement. Cela prendra effet à partir du mondial 2026.
- Du 14 janvier au 5 février  : 31e édition de la Coupe d'Afrique des nations, au Gabon.
- 14 janvier : Match d'ouverture de la Coupe d'Afrique des nations : le Gabon, pays-hôte, concède le match nul 1-1 face à la Guinée-Bissau dans les ultimes minutes de la rencontre[1].
- 18 janvier : Gueïda Fofana arrête sa carrière de joueur à 25 ans à cause de ses blessures à la cheville à répétition[2].
- 29 janvier : Finale de la Coupe de la ligue portugaise, le Moreirense FC bat le SC Braga 1-0 grâce à un penalty de Cauê et remporte ainsi le premier titre majeur de son histoire[3].

### Février
- 5 février : 
  - Finale de la Coupe d'Afrique des nations à Libreville, au Gabon. Le Cameroun bat l'Égypte 2 buts à 1 et est sacré champion d'Afrique pour la 5e fois;
  - 23e journée de Ligue 1 l'AS Saint-Etienne remporte le 114e derby rhônalpin 2-0 face à l'Olympique Lyonnais grâce aux buts de Kévin Monnet-Paquet et Romain Hamouma.
- 18 février : 
  - Supercoupe du Japon à Tokyo entre les Kashima Antlers et les Urawa Red Diamonds à Yokohama. Kashima s'impose 3 buts à 2;
  - les Sud africains de Mamelodi Sundowns remportent pour la 1er fois la Supercoupe de la CAF en battant les congolais du TP Mazembe sur le score de 1-0 (but de Ricardo Nascimento).
- 25 février : le FC Séville s'impose 2-1 face au Réal Betis et remporte le Derbi sevillano. Cette victoire est le sixième match sans défaite pour le FC Séville dans ce derby.
- 26 février : 
  - Finale de la Coupe de la Ligue anglaise à Londres. Manchester United bat Southampton 3 buts à 2.
  - 27e journée de Ligue 1 le Paris Saint-Germain FC remporte le 91e Classique de l'histoire face l'Olympique de Marseille en s'imposant au Stade Vélodrome sur le score fleuve de 1-5. Avec cette victoire Paris reste sur une série de quatorze matchs sans défaite face à l'OM.

### Mars
- 8 mars: Le FC Barcelone se qualifie pour les quarts de finale de la Ligue des champions en battant le Paris Saint-Germain 6-1 au Camp Nou en ayant perdu 4-0 au match aller. C'est du jamais vu dans l'histoire de la compétition, le match sera nommé la remontada.
- 12 mars : L'Athletic Bilbao remporte le 172e Euskal Derbia face à la Real Sociedad en s'imposant 0-2 sur la pelouse du Stade d'Anoeta. Avec cette victoire Bilbao reste invaincu dans le derby pour la saison 2016-2017.
- 18 mars : Zulte Waregem remporte  la Coupe de Belgique en battant (3-3) 4 tirs au but à 2 le KV Ostende en finale.
- 27 mars : Le conseil municipal d'Angers vote à l’unanimité la nouvelle appellation du stade Jean Bouin en stade Raymond Kopa.

### Avril
- 1er avril : 
  - Liverpool remporte le 228e Merseyside Derby 3-1 face à Everton. Avec cette victoire c'est la troisième succès d'affilée dans le derby pour les Reds.
  - 147e Derby de la Ruhr à la Veltins-Arena, Schalke 04 et le Borussia Dortmund font match nul 1 but à 1. Avec ce résultat c'est le cinquième match sans défaites pour le club de Dortmund.
  - Victoire du Paris Saint-Germain 1-4 face à l'AS Monaco lors la finale de la Coupe de la Ligue française disputée au Parc OL de Lyon. Avec ce titre, Paris obtient sa qualification en Ligue Europa, s'il ne termine pas sur le podium de la Ligue 1.
- 4 avril : Match aller de Recopa Sudamericana, les Brésiliens de Chapecoense s'imposent à domicile contre les Colombiens de l'Atlético Nacional sur le score de 2-1.
- 8 avril : Derbi madrileño au Stade Vicente-Calderón l'Atletico Madrid et le Real Madrid ne peuvent se départager et font match nul 1 but partout.
- 15 avril : 32e journée de Serie A, le 218e Derby della Madonnina entre l'Inter et l'AC Milan (le premier à se jouer à midi et le premier depuis que les deux clubs ont basculé sous pavillon chinois) est au cœur d'un scenario incroyable. Alors qu'à une dizaine de minutes du terme, les Interistes mènent 2-0 grâce à des buts inscrits par Candreva et Icardi en première mi-temps, le défenseur central Romagnoli réduit la marque en faveur des Rossoneri. Enfin à la dernière seconde du temps additionnel, c'est l'autre défenseur central de l'AC Milan, Cristián Zapata, qui inscrit le but de l'égalisation, privant ainsi les Nerazzuri d'une victoire dans le derby[4].
- 18 avril : finale aller de la Ligue des champions de la CONCACAF les Tigres UANL et le CF Pachuca ne peuvent se départager et font match nul 1 but partout.
- 23 avril : le FC Barcelone remporte 2-3 Le Classico au Stade Santiago Bernabéu face au Real Madrid grâce notamment au doublé de sa star argentine Lionel Messi.
- 26 avril : Finale retour de Ligue des champions de la CONCACAF le CF Pachuca s'impose 1-0 contre les Tigres UANL et remporte le titre continental pour la 5e fois de son histoire.
- Du 27 avril au 7 mai  : 19e édition de la Coupe du monde de beach soccer, aux Bahamas.
- 30 avril : 
  - Finale aller de Ligue des champions de l'OFC Auckland City s'impose 3-0 contre Team Wellington;
  - Vitesse Arnhem remporte la Coupe des Pays-Bas pour la première fois de son histoire en battant en finale l'AZ Alkmaar (2-0);
  - 34e journée de Série A La Lazio remporte le 168e Derby romain 3-1 contre l'AS Roma  grâce notamment à un doublé de Keita Baldé Diao.

### Mai
- 7 mai : 
  - Finale de la Coupe du monde de beach soccer à Nassau aux Bahamas, le Brésil est sacré champion du monde en dominant Tahiti 0-6;
  - Finale retour de Ligue des champions de l'OFC Auckland City s'impose une nouvelle fois cette fois sur le score de 0-2 sur la pelouse de Team Wellington (5-0 sur les deux matchs). Avec cette victoire c'est le 9e titre océanique pour Auckland City.
- 8 mai : L'Olympique Lyonnais féminin est sacré champion de France lors de la 20e journée de D1 féminine après le très large succès 9-0 sur l'ASJ Soyaux.
- 9 mai :  La Juventus Turin se qualifie pour la finale de la Ligue Des champions de L'UEFA en battant l'AS Monaco en demi-finale sur le score de 2-1 au match retour, après avoir déjà gagné l'aller sur le score de 0-2.
- 10 mai: 
  - Match retour de Recopa Sudamericana les Colombiens de l'Atlético Nacional refont leur retard après la défaite lors du premier match en l'emportant 4 à 1 contre les Brésiliens de Chapecoense. C'est le premier titre dans cette compétition pour le club de l'Atlético Nacional.
- 11 mai : Bouleversement dans le paysage audiovisuel français Altice acquiert en France l'intégralité des droits TV de la Ligue des champions de l'UEFA et de la Ligue Europa et diffusera les matchs sur ses chaînes SFR Sport et Numéro 23 (une affiche de Ligue Europa à chaque journée) pour une période de 2018 à 2021 et contre la somme record de 350 millions (315 millions pour la C1 et 35 millions pour la C3) face aux offres de beIN Sports et Canal+.
- 14 mai : 24e journée de SuperLiga Argentina River Plate remporte le 243e Superclásico en s'imposant 1-3 à la Bombonera à face à son rival du Boca Juniors.
- 17 mai : 
  - Match en retard de la 31e journée de Ligue 1 L'AS Monaco devient champion de France pour la première fois depuis 2000 (8e titre en tout) grâce à une victoire 2-0 contre l'AS Saint-Étienne et ne peut alors plus être rejoint au classement par son dauphin du PSG.
  - Finale de la Coupe d'Italie la Juventus remporte sa troisième Coupe d'Italie d'affilée après son succès 2 buts à 0 contre la Lazio de Rome.
- 19 mai :
  - Le RC Strasbourg devient champion de France de Ligue 2 (3e titre) et retrouve la Ligue 1, après une quatrième montée en 6 ans. Le club est donc passé de CFA 2 à Ligue 1 en 6 années.
  - Finale de la Coupe de France féminine au Stade de la rabine à Vannes.  les filles de l'Olympique Lyonnais remportent leur 7e coupe nationale après la victoire 7 tirs au but à 6 sur le PSG féminin.
- 24 mai : Finale de la Ligue Europa à Solna, en Suède. Victoire 0-2 de Manchester United face à l'Ajax Amsterdam.
- 25 mai : Match aller du Barrage promotion relégation français l'ES Troyes AC (3ème de Ligue 2) s'impose 2 à 1 au Stade de l'Aube contre le FC Lorient (18ème de Ligue 1).
- 27 mai : 
  - Finale de la Coupe d'Allemagne au Stade olympique de Berlin, Dortmund bat Francfort 1-2;
  - Finale de la Coupe d'Angleterre au Stade Wembley de Londres, Arsenal remporte la coupe pour la treizième fois, 2-1 face à Chelsea;
  - Finale de la Coupe d'Écosse au Hampden Park à Glasgow, le Celtic Football Club remporte la coupe pour la 37e fois après sa victoire 2 à 1 sur Aberdeen;
  - Finale de la Coupe d'Espagne au stade Vicente-Calderón à Madrid le FC Barcelone remporte sa troisième coupe du Roi consécutive grâce à sa victoire face au Deportivo Alaves 3-1;
  - Finale de la Coupe de France : grâce à un but contre son camp d'Issa Cissokho dans les ultimes minutes du match le Paris Saint Germain remporte (0-1) face au Angers SCO sa onzième coupe de France et la troisième consécutive.
- 28 mai :
  - Finale de la Coupe du Portugal à l'Estádio Nacional à Lisbonne le Benfica Lisbonne bat le Vitória Guimarães 2-1
  - Match retour du barrage promotion relégation français l'ES Troyes AC (3ème de Ligue 2) fait match nul 0 à 0 au Stade du Moustoir contre le FC Lorient (18ème de Ligue 1) et gagne sa promotion en Ligue 1 2017-2018 après sa victoire au match aller.
- Du 29 mai au 10 juin : 45e édition du Festival espoir de Toulon.

### Juin
- 1 juin : Finale de la Ligue des champions féminine à Cardiff au Pays de Galles. L'Olympique Lyonnais féminin remporte 7 tirs au but à 6 la finale 100 % française    face au Paris Saint-Germain féminin. C'est le deuxième titre consécutif et le troisième titre européen de l'histoire pour les filles de Lyon.
- 3 juin : Finale de la Ligue des champions à Cardiff, au Pays de Galles. Le Real Madrid s'impose par 4 buts à 1 face aux Italiens de la Juventus Turin. Le Real conserve son titre acquis l'année précédente et devient seulement le deuxième club de l'histoire à réaliser cette performance.
- 10 juin : Finale du Festival espoir de Toulon au stade de Lattre-de-Tassigny à Aubagne. Les moins de 20 ans Anglais remportent le tournoi  5 tirs au but à 3 face aux éléphanteaux de Côte d'Ivoire.
- Du 16 juin au 30 juin : 21e édition du Championnat d'Europe espoirs, en Pologne.
- Du 17 juin au 2 juillet  : 10e édition de la Coupe des confédérations, en Russie.
- 17 juin :
  - Match d'ouverture de la Coupe des confédérations : la Russie bat la Nouvelle-Zélande 2-0.
  - Finale de la Coupe de Tunisie. Le Club africain bat l'Union sportive de Ben Guerdane 1-0, grâce à une ouverture précoce du score signée Saber Khalifa.
- 30 juin : Finale du Championnat d'Europe espoirs à Cracovie en Pologne, l'Allemagne bat l'Espagne 1 à 0 grâce à une réalisation de Mitchell Weiser.

Finale de la Coupe des confédérations à Saint-Pétersbourg, en Russie. L'Allemagne s'impose 0-1 contre le Chili. C'est le premier titre pour les Allemands dans cette compétition.
- 5 juillet : Finale de la Coupe d'Algérie. Le CR Belouizdad bat l'ES Sétif 1-0 en prolongations. Le but victorieux est inscrit par Yahia Cherif.
- Du 7 juillet au 26 juillet :  14e édition de la Gold Cup, aux États-Unis.
- Du 16 juillet au 6 août : 12e édition de Championnat d'Europe féminin, aux Pays-Bas.
- '20 juillet : Lors du symposium de Rabat la Confédération africaine de football décide par décret, de faire passer le nombre d'équipes en phase finale de la Coupe d'Afrique des nations de football 16 à 24 participants.
- 22 juillet : le RSC Anderlecht remporte sa 13e Supercoupe de Belgique grâce à sa victoire 2 buts à 1 sur Zulte-Waregem.
- 26 juillet : Finale de la Gold Cup à Santa Clara aux États-Unis. Les États-Unis s'imposent 2 buts à 1 contre la Jamaïque. Avec cette victoire c'est le 6e titre pour les Américains dans cette compétition.
- 29 juillet : Trophée des champions à Tanger au Maroc. Le Paris Saint-Germain s'impose 2 à 1 face à l'AS Monaco grâce notamment à un but de sa nouvelle recrue Daniel Alves.
- 29 et 30 juillet : Emirates Cup à Londres, en Angleterre. En plus de l'organisateur Arsenal, les clubs invités sont le Benfica Lisbonne, le RB Leipzig et le Séville FC. Le tournoi est remporté par Arsenal.

### Août
- 1er et 2 août : Audi Cup à Munich en Allemagne. En plus de l'organisateur, le Bayern Munich, les clubs invités sont l'Atletico Madrid, Liverpool FC, et SSC Naples. l'Atletico Madrid remporte le titre après sa victoire en finale sur Liverpool 5 tirs au but à 4, après un match nul 1-1. Un peu plus tôt Naples termine 3e après sa victoire en petite finale 0-2 sur le Bayern.
- 3 août : Neymar s'engage au Paris Saint-Germain FC pour un montant historique de 222 millions d'euros ce qui en fait le joueur le plus cher de l'histoire.
- 5 août : 
  - Dans l'enceinte du stade municipal d'Aveiro, le Benfica Lisbonne remporte sa 7e Supercoupe du Portugal 3-1 contre le Vitória Guimaraes.
  - Supercoupe d'Allemagne au Signal Iduna Park de Dortmund, le Borussia Dortmund et le Bayern Munich font match nul 2 à 2 au terme des 90 minutes, les Munichois s'imposent 5 tirs au but à 4 et remportent pour la 6e fois la Supercoupe d'Allemagne.
- 6 août : 
  - Community Shield au Stade Wembley à Londres opposant Chelsea à Arsenal. Après un match nul 1 à 1 au terme des 90 minutes, la victoire finale revient aux Gunners qui s'imposent 4 tirs au but à 1.
  - Finale du championnat d'Europe féminin à Enschede aux Pays-Bas. Les néerlandaises remportent leur premier titre européen après leur succès 4 buts à 2 contre les danoises.
- 7 août : Supercoupe des Pays-Bas au De Kuip de Rotterdam après un match nul 1 à 1 au bout des 90 minutes, Feyenoord s'impose 4 tirs au but à 2 contre  Vitesse Arnhem.
- 8 août : Supercoupe de l'UEFA à Skopje en Macédoine. Le Real Madrid de Zinedine Zidane s'impose 2 à 1 face au Manchester United de José Mourinho.
- 13 août : 
  - Supercoupe d'Italie: la Lazio Rome s'impose 3 à 2 contre la Juventus grâce à un but en fin du match.
  - Match aller de Supercoupe d'Espagne le Real Madrid s'impose dans le Classico sur le score de 1-3 au Camp Nou face au FC Barcelone et prend une option pour le titre.
- 15 août : Coupe Suruga Bank à Saitama au Japon. Les Urawa Red Diamonds battent les Brésiliens de Chapecoense 1-0, grâce à un penalty de Yūki Abe, tiré dans les dernières secondes de la rencontre.
- 16 août : Match retour de Supercoupe d'Espagne le Real Madrid s'impose à nouveau dans le Classico 2 buts à 0 contre le FC Barcelone 5-1 sur l'ensemble des deux matchs. Avec cette victoire le Real Madrid remporte la 10e Supercoupe d'Espagne de son histoire.
- 30 août : La Fédération Française de Football nomme Corinne Diacre à la tête de l'équipe de France féminine de football à la place d'Olivier Echouafni limogé après la piètre élimination en quart de finale de l'Euro féminin.
- 31 août : Le Paris Saint-Germain FC officialise la signature de Kylian Mbappé  pour un montant de 180 millions d'euros ce qui en fait le joueur français le plus cher de l'histoire.

### Septembre
- 28 septembre : Le Calais RUFC, Finaliste de la Coupe de France 1999-2000 est placé en liquidation judiciaire par le tribunal de grande instance de Boulogne-sur-Mer, une décision qui scelle la disparition du club.
- 30 septembre : Accident au stade de la Licorne lors du match de Ligue 1 entre l'Amiens SC et le LOSC, la partie est arrêtée à la 15e minute après qu'une barrière de la tribune visiteuse s'écroule sous le poids du kop lillois et entraîne la chute de nombreux supporters. Cet incident fait 29 blessés, dont 5 graves.

### Octobre
- 21 octobre : Finale de la Copa Libertadores féminine après un match nul 0-0  les  Bresiliennes de Grêmio Osasco Audax s'imposent 5 tirs au but à 4 face aux Chiliennes de Colo-Colo. C'est le 1er titre pour les joueuses d'Osasco.
- 22 octobre : 10e journée de Ligue 1 le Paris Saint-Germain décroche le point du match nul 2 à 2 face à l'Olympique de Marseille grâce à un coup franc d'Edinson Cavani dans les dernières du  Classique disputé au Stade Vélodrome.
- 28 octobre : Finale aller de la Ligue des champions de la CAF les Egyptiens d'Al Ahly et les Marocains de Wydad AC ne peuvent se départager et font match nul 1-1 au Stade Borg Al Arab d'Alexandrie.

### Novembre
- 1er novembre : Supercoupe d'Algérie au Stade Chahid Hamlaoui à Constantine l'ES Sétif et CR Belouizdad font match nul 0 à 0, à la fin des 90 minutes et les joueurs de l'Aigle Noir remportent  le trophée 4 tirs au but à 2.
- 4 novembre : Les Marocains de Wydad AC l'emportent 1 à 0 face aux Égyptiens d'Al Ahly lors de la finale retour de la Ligue des champions de la CAF. Grâce à cette victoire les Casablancais sont sacrés champions d'Afrique pour la 2e fois de l'histoire.
- 5 novembre : 
  - 8e journée de SuperLiga Argentina Boca Juniors remporte le 244e Superclásico en  s'imposant 1-2 sur la pelouse du Stade Monumental face à leur rival de River Plate;
  - 12e journée de Ligue 1 l'Olympique Lyonnais s'impose sur la pelouse du Stade Geoffroy-Guichard sur le score fleuve de 0-5 et remporte le 115e derby rhônalpin face à l'AS Saint-Étienne. Ce résultat constitue le plus large succès lyonnais en terre stéphanoise.
- 18 novembre:
  - Finale aller de Ligue des champions de l'AFC Les Saoudiens d'Al-Hilal font match nul 1 à 1 face aux Japonais des Urawa Red Diamonds.
  - Finale de la Coupe du trône au Stade Moulay Abdellah à Rabat le Raja Casablanca s'impose 4 tirs au but à 3 face au Difaâ D'El Jadida et remporte sa 8e coupe nationale;
  - 18eme journée de Liga l'Atletico Madrid et le Real Madrid se retrouve dos à dos 0-0 lors du Derbi madrileño disputé à l'Estadio Metropolitano.
- 19 novembre : Finale aller de la Coupe de la confédération Les Congolais du TP Mazembe s'imposent à domicile 2-1 face aux Sud-Africains du Supersport United Football Club.
- 23 novembre : les Brésiliens de Grêmio s'imposent à domicile 1-0 (but de Cícero) en finale aller de Copa Libertadores face aux Argentins de Lanús et prennent une option pour le titre.
- 25 novembre : 
  - Grâce à un but à la 88e minute de Rafael Silva, les Japonais des Urawa Red Diamonds s'imposent 1-0 contre les Saoudiens d'Al-Hilal lors de la finale retour de la Ligue des champions de l'AFC. Avec cette victoire c'est la deuxième fois que le club des Urawa Red Diamonds est sacré champion d'Asie, 10 ans après son premier titre;
  - les Sud-Africains du Supersport United Football Club et les Congolais du TP Mazembe font match nul 0 à 0 en finale retour de la Coupe de la confédération ce qui permet aux Corbeaux de conserver leur titre acquis l'année passé grâce à leur victoire au match aller;
  - 13e journée de Bundesliga Schalke 04 réussi un retour de folie dans les 30 dernières minutes du match en accrochant un match nul 4-4 lors du 148e Derby de la Ruhr après avoir été mené 4-0 par le Borussia Dortmund dès la 25e minute[5].
- 26 novembre : Finale de la Coupe de la Ligue écossaise 2017-2018 à Glasgow. Le Celtic bat Motherwell 0-2.
- 30 novembre : Le club de Grêmio s'impose 1-2 sur la pelouse de Lanús lors de la finale retour de la Copa Libertadores (3-1 sur l'ensemble des deux matchs) et avec cette victoire remporte pour la 3e fois le titre majeur sud américain.

### Décembre
- Du 6 décembre au 16 décembre : 14e édition de la Coupe du monde des clubs, aux Émirats arabes unis.
- 7 décembre : Le Portugais Cristiano Ronaldo remporte son cinquième Ballon d'or avec 33,76 % des suffrages, devant l'Argentin Lionel Messi (2e) avec 23,91 % et le Brésilien Neymar (3e) avec 12,88 % de voix.
- 9 décembre : Finale de la Coupe d'Argentine au Stade Malvinas Argentinas de Mendoza, River Plate bat  le Club Atlético Tucumán 2-1 et conserve son titre acquis l'année passé.
- 10 décembre : 16e journée de Première league Liverpool et Everton ne peuvent se départager et font match nul 1-1 partout lors du 229e Merseyside Derby.
- 13 décembre : Les Argentins de l'Independiente remportent la Copa Sudamericana 2017 en tenant en échec les Brésiliens de Flamengo 1-1 au Stade Maracanã (2-1 au match aller une semaine plus tôt). Il s'agit du deuxième titre du club d'Avellaneda dans cette compétition.
- 16 décembre : 
  - 16eme journée de Liga 173e Euskal Derbia au Stade San Mamés l'Athletic Bilbao et la Real Sociedad se retrouvent dos à dos et font match nul 0 à 0.
  - Le Real Madrid remporte la finale de la Coupe du monde des clubs de la FIFA 2017 en s'imposant 1-0 face aux Brésiliens de Grêmio Porto Alegre avec un but de Cristiano Ronaldo, co-meilleur buteur du tournoi (2 buts). Il s'agit du troisième titre des Madrilènes dans cette compétition.
- 23 décembre : 17e journée de Liga le FC Barcelone remporte le 270e Classico de l'histoire en s'imposant sur la pelouse du Stade Santiago Bernabéu 0-3 face à leur rival du Real Madrid.
- 31 décembre : Présentation de Diego Costa et Víctor Machín Pérez à l'Estadio Metropolitano de Madrid. Les deux joueurs ont signé leur contrat de quatre et cinq ans à l'Atlético Madrid.

## Champions nationaux en 2016-2017
- Afghanistan : Shaheen Asmayee FC
- Afrique du Sud : Bidvest Wist FC
- Albanie : FK Kukësi
- Algérie : ES Setif
- Allemagne : Bayern Munich
- Angleterre : Chelsea
- Angola : Primeiro de Agosto
- Anguilla : Roaring Lions FC
- Antigua-et-Barbuda : Parham FC
- Arabie saoudite : Al-Hilal FC
- Argentine : Boca Juniors
- Arménie : Alashkert FC
- Aruba : SV Deportivo Nacional
- Autriche : Red Bull Salzbourg
- Australie : Sydney FC
- Azerbaidjan : FK Qarabag
- Bahamas : Western Warriors FC
- Bahrein : Malikiya Club
- Bangladesh : Abahani Limited Dhaka
- Barbade : Weymouth Wales FC
- Belgique : RSC Anderlecht
- Bénin : Buffles du Borgou FC
- Bhoutan : Thimphu City
- Biélorussie : FK BATE Borisov
- Birmanie : Shan United FC
- Botswana : Township Rollers
- Bosnie-Herzégovine : HŠK Zrinjski Mostar
- Brésil : Corinthians
- Bulgarie : PFC Ludogorets Razgrad
- Burundi : LL S4A FC
- Cambodge : Boeung Ket Angkor
- Chine : Guangzhou Evergrande
- Chypre : APOEL Nicosie
- Comores : Ngaya Club
- Cote d'Ivoire : ASEC Mimosas
- Corée du Sud : Jeonbuk Hyundai Motors
- Croatie : HNK Rijeka
- Cuba : FC Santiago de Cuba
- Curaçao : RKSV Centro Dominguito
- Danemark : FC Copenhague
- Djibouti : AS Ali Sabieh
- Dominique : Dublanc FC
- Écosse : Celtic
- Émirats arabes unis : Al-Jazira Club
- Espagne : Real Madrid CF
- Estonie : FC Flora Tallinn
- Ethiopie : Saint-George SC
- Equateur : CS Emelec
- Finlande : HJK Helsinki
- France : AS Monaco
- Gambie : Armed Forces FC
- Ghana : Aduana Stars
- Gibraltar : Europa FC
- Grèce : Olympiakos
- Grenade : Carib Hurricane SC
- Guam : Rovers FC
- Guinée : Horoya AC
- Guinée-Bissau : Sport Bissau e Benfica
- Guinée équatoriale : Leones Vegetarianos
- Haïti : Real Hope FC
- Hong Kong : Kitchee SC
- Hongrie : Honved Budapest
- Iles Caïmans : Bodden Town FC
- Iles Cook : Tupapa Maraerenga FC
- Iles Féroé : Víkingur Gøta
- Îles Turques-et-Caïques : Beaches FC
- îles Vierges britanniques : Islanders FC
- Inde : Aizawl FC
- Irak : Al-Qowa Al-Jawiya
- Iran : Persépolis
- Italie : Juventus FC
- Irlande : Cork City FC
- Irlande du Nord : Linfield
- Islande : Valur Reykjavik
- Israël : Hapoël Beer-Sheva
- Japon : Kawasaki Frontale
- Jordanie : Al-Faisaly Club
- Kenya : Gor Mahia FC
- Kirghizistan : FC Alay Och
- Kosovo : KF Trepça 89
- Laos : Lao Toyota FC
- Lesotho : Bantu FC
- Lettonie : FK Spartaks Jurmala
- Liban : Al Ahed Beyrouth
- Liberia : LISCR FC
- Libye : Al Tahaddy Benghazi
- Lituanie : FK Sūduva Marijampolė
- Luxembourg : F91 Dudelange
- Macao : Casa do Sport Lisboa e Benfica
- Macédoine : FK Vardar Skopje
- Madagascar : CNAPS Sport
- Malaisie : Johor Darul Ta'zim FC
- Malawi : MTL Wanderers
- Maldives : New Radiant
- Malte : Hibernians FC
- Maroc : WAC Casablanca
- Maurice : Pamplemousses SC
- Mauritanie : ASAC Concorde
- Moldavie : FC Sheriff Tiraspol
- Mongolie : Erchim
- Monténégro : FK Budućnost Podgorica
- Mozambique : União de Songo
- Nicaragua : Real Esteli
- Niger : ASFAN Niamey
- Nigeria : Plateau United FC
- Norvège : Rosenborg BK
- Nouvelle-Zélande : Team Wellington
- Oman : Dhofar Club
- Ouganda : Kampala City Council
- Ouzbékistan : Lokomotiv Tachkent
- Pays-Bas : Feyenoord Rotterdam
- Pays de Galles : The New Saints
- Pérou : Alianza Lima
- Pologne : Légia Varsovie
- Porto Rico : GPS Puerto Rico
- Portugal : Benfica Lisbonne
- Qatar : Lekhwiya SC
- République démocratique du Congo : TP Mazembe
- République tchèque : Slavia Prague
- Roumanie : Viitorul Constanta
- Russie : Spartak Moscou
- Rwanda : Rayon Sports FC
- Saint-Christophe-et-Niévès : Cayon Rochets FC
- Saint-Marin : SP La Fiorita
- Salomon : Solomon Warriors FC
- Samoa américaines : Pago Youth FC
- São Tomé-et-Principe : URDR
- Sénégal : Génération Foot
- Serbie : Partizan Belgrade
- Seychelles : Saint-Louis Suns United
- Slovaquie : MSK Zilina
- Slovénie : NK Maribor
- Somalie : Dekedaha FC
- Soudan : Al Hilal Omdurman
- Suède : Malmö FF
- Suisse : FC Bâle
- Suriname : Inter Moengotapoe
- Swaziland : Mbabane Swallows
- Syrie : Al Jaish Damas
- Tadjikistan : Istiqlol Douchanbé
- Taiwan : Tatung FC
- Tanzanie : Young Africans FC
- Tchad : AS CotonTchad
- Timor oriental : Karketu Dili FC
- Togo : AS Togo-Port
- Tonga : Veitongo FC
- Tunisie : ES Tunis
- Turquie : Besiktas
- Turkménistan : FK Altyn Asyr
- Ukraine : Chakhtar Donetsk
- Vanuatu : Ifira Black Bird FC
- Venezuela : Monagas SC
- Vietnam : QNK Oniang Nam
- Zambie : ZESCO United FC
- Zimbabwe : FC Platinum

## Coupes nationales en 2016-2017
- Afrique du Sud : Supersport United FC
- Algérie : CR Belouizdad
- Albanie : KF Tirana
- Allemagne : Borussia Dortmund
- Andorre : UE Santa Coloma
- Angleterre : Arsenal FC
- Arabie saoudite : Al Ittihad Djeddah
- Argentine : River Plate
- Arménie : Shirak FC
- Aruba : SV Britannia
- Autriche : Red Bull Salzbourg
- Azerbaidjan : Qarabağ FK
- Bahrein : Manama Club
- Bangladesh : Abahani Limited Dhaka
- Belgique : Zulte-Waregem
- Biélorussie : FK Dinamo Brest
- Bosnie-Herzégovine : NK Široki Brijeg
- Brésil : Cruzeiro
- Bulgarie : PFC Botev Plovdiv
- Burkina Faso : Étoile filante de Ouagadougou
- Burundi : Olympic Star
- Cambodge : Svay Rieng FC
- Chine : Shanghai Greenland Shenhua FC
- Chypre : Apollon Limassol
- Comores : Ngazi Sport
- Côte d'Ivoire: Africa Sports
- Croatie : HNK Rijeka
- Danemark : FC Copenhague
- Ecosse : Celtic Glasgow
- Espagne : FC Barcelone
- Estonie : FC Infonet Tallinn
- Ethiopie : Welayta Dicha FC
- Fidji : Rewa FC
- Finlande : HJK Helsinki
- France : Paris Saint-Germain
- Gambie : Hawks FC
- Gibraltar Europa FC
- Grèce : PAOK Salonique
- Guinée : Hafia FC
- Guinée-Bissau : FC Cantchungo
- Hongrie : Ferencvaros
- Iles Caïmans : Bodden Town FC
- Iles Cook : Puaikura FC
- Iles Féroé : NSÍ Runavík
- Inde : Bengaluru FC
- Irlande du Nord : Linfield FC
- Islande : ÍBV Vestmannaeyja
- Israël : Bnei Yehoudah Tel-Aviv
- Italie : Juventus FC
- Jordanie : Al-Faisaly Club
- Kazakhstan : FC Kairat Almaty
- Kirghizistan : FC Alay Och
- Kosovo : KF Besa
- Koweït : Koweït SC
- Lettonie : FK Liepāja
- Lesotho : Bantu FC
- Liban : Al-Ansar Club
- Liberia : LISCR FC
- Liechtenstein : FC Vaduz
- Lituanie : FC Stumbras
- Luxembourg : F91 Dudelange
- Macao : Casa do Sport Lisboa e Benfica
- Macédoine : FK Pelister Bitola
- Madagascar : Fosa Juniors FC
- Maldives : New Radiant
- Malte : Floriana FC
- Maurice : AS Port-Louis 2000
- Mauritanie : FC Nouadhibou
- Moldavie : FC Sheriff Tiraspol
- Monténégro : FK Sutjeska Nikšić
- Mozambique : CD Costa do Sol
- Namibie : Young African
- Niger : Sahel SC
- Nigeria : Akwa United FC
- Nouvelle-Zélande : Onehunga
- Oman : Al-Suwaiq Club
- Ouganda : Kampala City Council
- Ouzbékistan : Lokomotiv Tachkent
- Pays-Bas : Vitesse Arnhem
- Pays de Galles : Bala Town FC
- Pologne : Arka Gdynia
- Portugal : Benfica Lisbonne
- Qatar : Al Sadd SC
- République démocratique du Congo : AS Maniema
- République tchèque : FC Fastav Zlín
- Roumanie : FC Voluntari
- Russie : FC Lokomotiv Moscou
- Rwanda : APR FC
- Sao Tomé-et-Principe : UDRA
- Sénégal : Mbour Petite-Côte FC
- Serbie : FK Partizan Belgrade
- Slovaquie : ŠK Slovan Bratislava
- Slovénie : NK Domžale
- Somalie : Eulman FC
- Soudan : Al Ahly Shendi
- Sri Lanka : Army SC
- Suède : Östersunds FK
- Suisse : FC Bâle
- Swaziland : Young Buffaloes FC
- Syrie : Al Wahda Club
- Thailande : Chiangrai United FC
- Tanzanie : Simba SC
- Trinité-et-Tobago : Williams Connection FC
- Tunisie : Club Africain
- Turquie : Konyaspor
- Turkménistan : FK Ahal Änew
- Ukraine : Chakhtar Donetsk
- Vietnam : Sông Lam Nghệ An
- Zimbabwe : Harare City FC

## Principaux décès
- Raymond Kopa, footballeur français.
- Louis Nicollin, dirigeant de club français.
- Stéphane Paille, footballeur français.
- Zacharie Noah, footballeur camerounais.
- Abdelmajid Dolmy, footballeur marocain.
- Cheik Tioté, footballeur ivoirien.
- Roberto Cabañas, footballeur paraguayen.
- Piet Keizer, footballeur néerlandais.